# 登云塔
登云塔，位于中国广东省湛江市徐闻县徐城镇民主路，为徐闻县的一个县级文物保护单位，类型为古建筑，公布时间为1999年9月15日。
登云塔的历史年代为明代。